# Бэшем, Артур Ллевеллин
А́ртур Лле́веллин Бэ́шем (англ. Arthur Llewellyn Basham; 24 мая 1914 — 27 января 1986) — британский историк и индолог, автор монографии-бестселлера «Чудо, которым была Индия». Под научным руководством Бэшема докторские диссертации защитили такие уважаемые и известные историки-специалисты по Древней Индии, как Р. Ш. Шарма, Ромила Тхапар и В. Ш. Патак.

## Ранние годы
Артур Бэшем родился 24 мая 1914 года в Лафтоне, Эссекс, в семье Абрахама Артура Эдварда Бэшема и Марии Джейн Бэшем (в девичестве Томпсон). Отец Артура Бэшема был журналистом, который во время Первой мировой войны проходил службу в индийской армии в Касаули, неподалёку от Шимлы. В детстве отец Артура много рассказывал своему сыну об Индии, что пробудило в нём интерес к изучению этой страны. Мать Артура также была журналисткой и писательницей. В детстве Артур выучился игре на фортепиано и уже к 16 годам написал несколько музыкальных произведений.
Бэшем также развил глубокий интерес к религии, который начался с христианства, а затем распространился на индуизм, буддизм и ислам. Он получил степень бакалавра по санскриту в Школе восточных и африканских исследований Лондонского университета и во время Второй мировой войны работал в Департаменте гражданской защиты.

## Карьера
После войны Бэшем вернулся в Школу восточных и африканских исследований, где под научным руководством профессора Л. Д. Барнетта подготовил и в 1950 году защитил докторскую диссертацию «История и доктрина адживиков» (англ. History and Doctrines of the Ajivikas). В 1958 году Бэшем стал профессором, а затем заведующим кафедрой истории. В 1965 году Бэшем перешёл в Австралийский национальный университет в Канберре, где ему предложили должность заведующего кафедрой истории и профессора восточных (позднее азиатских) цивилизаций.
В 1979 году Бэшем ушёл на пенсию, продолжая однако преподавать в различных университетах в качестве приглашённого профессора. Бэшем был одним из первых западных историков, проведших критический анализ влияния Вивекананды. В сентябре 1985 года Бэшем был назначен профессором восточных исследований Азиатского общества в Калькутте. Артур Бэшем умер в Калькутте в январе 1986 года.

## Труды
Самой популярной работой Артура Бэшема является монография-бестселлер «Чудо, которым была Индия», впервые опубликованная в Лондоне в 1954 году и выдержавшая два издания на русском языке: в 1977 году в СССР и в 2001 году в России. На английском языке вышло 37 изданий этой книги, последнее из которых — в 2001 году. На русском языке также вышла другая монография Бэшема — «Цивилизация Древней Индии».

## Публикации
- Бэшем А. Л. Чудо, которым была Индия / Пер. с англ. Под ред. Г. Н. Бонгард-Левина. — М.: Наука, Главная ред. восточной лит-ры, 1977. — 616 с.: ил. — (Культура народов Востока).
- Бэшем А. Л. Цивилизация Древней Индии / Пер. с англ. Е. В. Гавриловой, Н. В. Шевченко. — Екатеринбург; Мн.: Е-Фактория; Харвест, 2007. — 496 с.: ил. — (Великие цивилизации). — ISBN 978-5-9757-0141-1.